# Webster City
Webster City é uma cidade localizada no estado americano de Iowa, no Condado de Hamilton.

## Demografia
Segundo o censo americano de 2000, a sua população era de 8176 habitantes.
Em 2006, foi estimada uma população de 8018, um decréscimo de 158 (-1.9%).

## Geografia
De acordo com o United States Census Bureau tem uma área de
22,2 km², dos quais 22,2 km² cobertos por terra e 0,0 km² cobertos por água. Webster City localiza-se a aproximadamente 329 m acima do nível do mar.

## Localidades na vizinhança
O diagrama seguinte representa as localidades num raio de 20 km ao redor de Webster City.